# Schüller

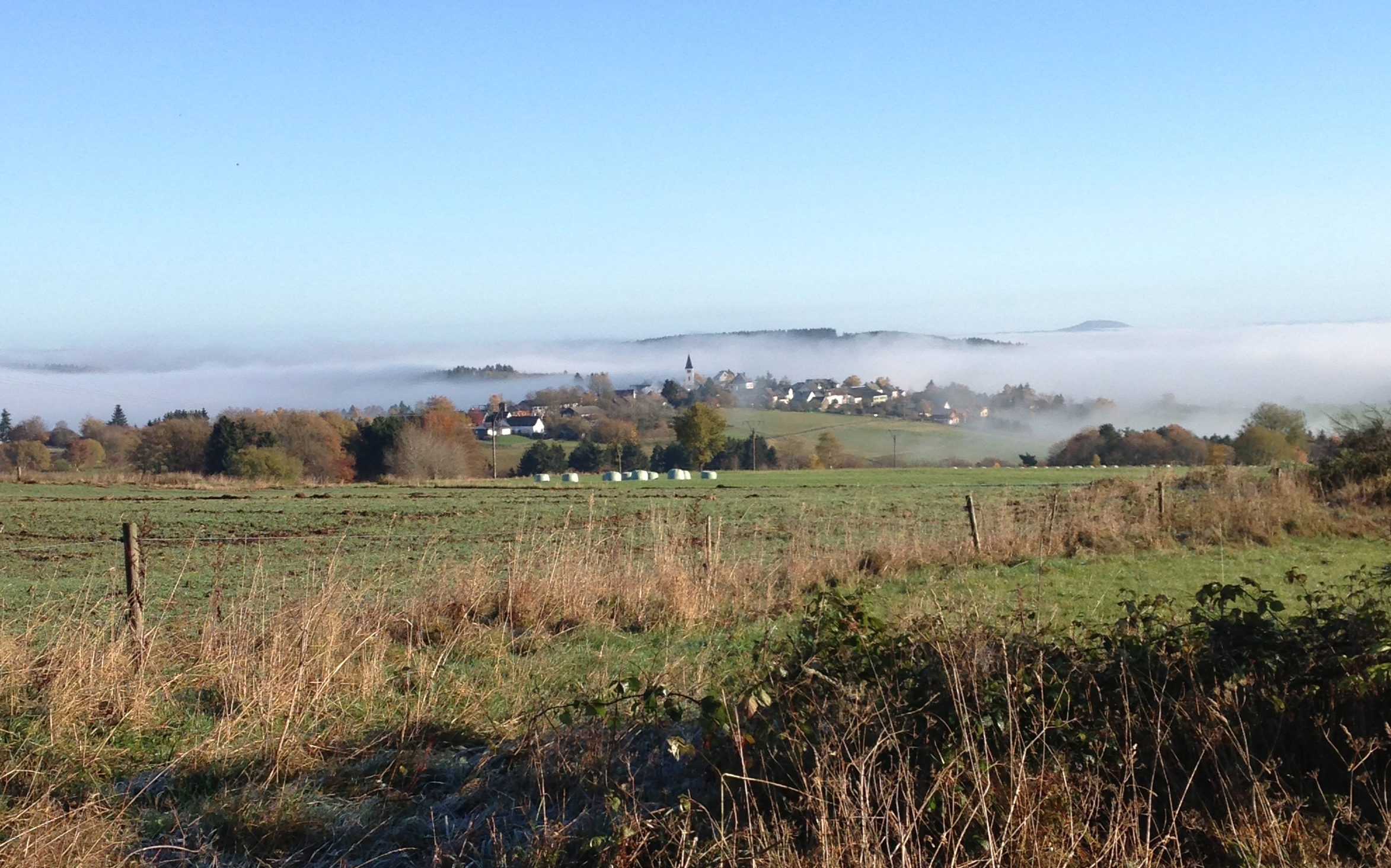
Dorfansicht von Westen

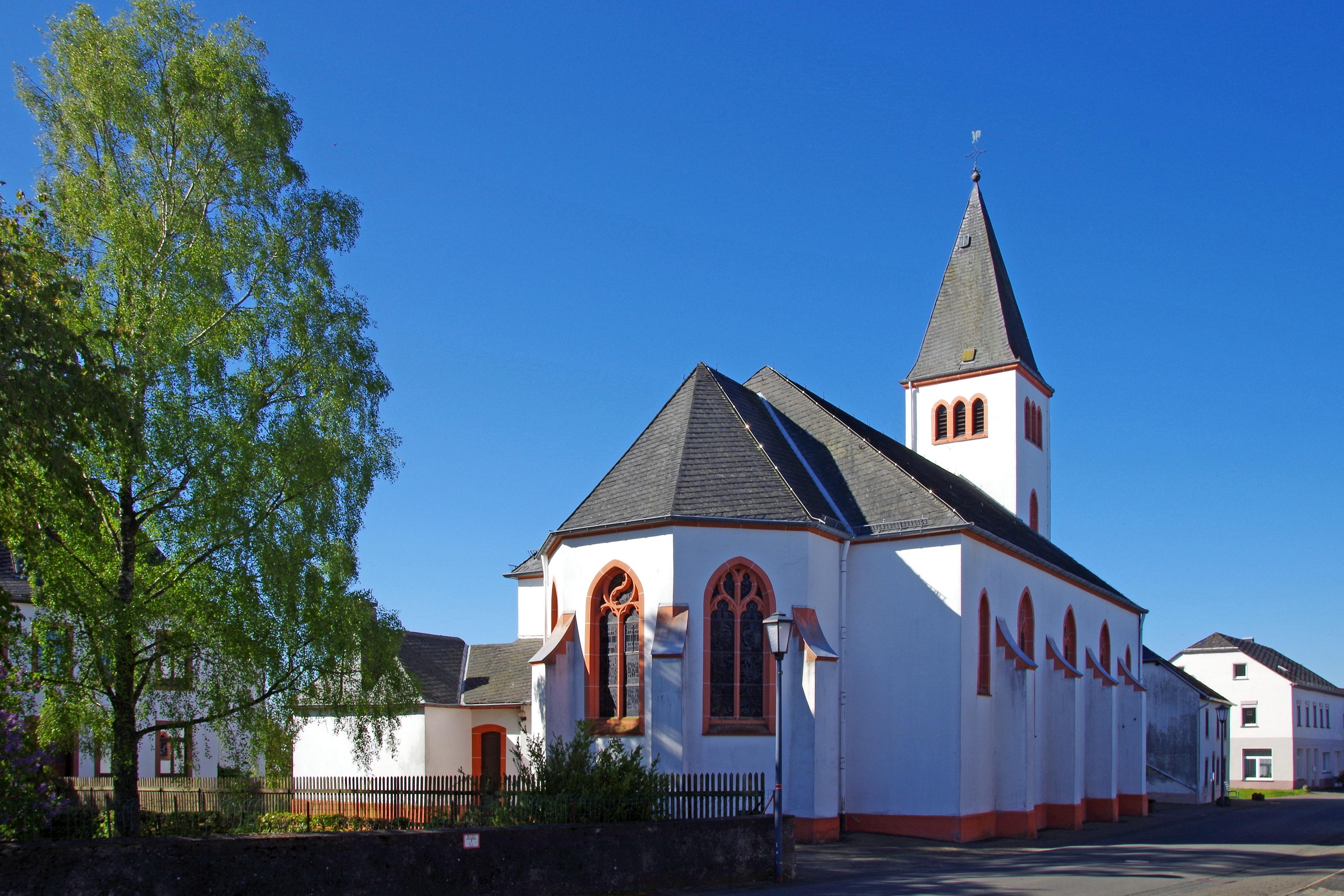
St.-Paulus-Kirche von Nordosten

Schüller ist eine Ortsgemeinde im Landkreis Vulkaneifel in Rheinland-Pfalz. Sie gehört der Verbandsgemeinde Gerolstein an.

## Geographische Lage
Der Ort liegt in der westlichen Hocheifel im Naturraum Oberes Kylltal.

## Geschichte
Die Ursprünge des Ortes liegen angeblich bei einer römischen Militärstation namens Scolinaria an einer Straße, die zwischen Steffeln über Glaadt bis nach Köln führte. Diese Station diente wohl als Vorposten des römischen Kastells Icorigium (heute Jünkerath). Erste urkundliche Erwähnung erfährt der Ort am 19. September 855 als Sconilare. Hier stellte Kaiser Lothar I. kurz vor seinem Tod seine letzte Urkunde aus: Mit der Teilung von Prüm wurde das sogenannte Mittelreich unter seinen Söhnen aufgeteilt.
Bis in das 14. Jahrhundert hinein gibt es kaum weitere Zeugnisse über Schüller. 1586 soll Schüller ein Lehen des Herrn von Schönberg und Hartelstein gewesen sein. Hugo Augustin von Schönberg verpachtete 1609 das Dorf an den Grafen Arnold von Manderscheid-Blankenheim.  1727 gehörte Schüller zur luxemburgischen Herrschaft Kronenburg.
Infolge des Friedens von Basel im Jahr 1795 nach dem Ersten Koalitionskrieg kam Schüller zum französischen Département Ourthe, aber schon 1815 infolge der Befreiungskriege zu Preußen.
Im Rahmen der rheinland-pfälzischen Funktional- und Gebietsreform wurde die Gemeinde Schüller zusammen mit 14 weiteren Gemeinden am 7. November 1970 vom gleichzeitig aufgelösten Landkreis Prüm in den Landkreis Daun (seit 2007 Landkreis Vulkaneifel) umgegliedert.
Heute ist Schüller ein kleines, typisches Eifel-Dorf; es gibt kaum Gewerbebetriebe und nur einzelne Haupterwerbslandwirte. Aber mehrere Künstler haben/hatten sich im Ort niedergelassen (u. a. Georg Meistermann, Christof Breidenich, Florin Negreanu und Hendrik Timmermann). Georg Meistermann hatte von 1972 bis zu seinem Tod im Juni 1990 einen Wohnsitz in Schüller.
Bevölkerungsentwicklung
Die Entwicklung der Einwohnerzahl von Schüller, die Werte von 1871 bis 1987 beruhen auf Volkszählungen:
| Jahr | Einwohner |
| 1815 | 122       |
| 1835 | 206       |
| 1871 | 297       |
| 1905 | 697       |
| 1939 | 354       |
| 1950 | 359       |

| Jahr | Einwohner |
| 1961 | 340       |
| 1970 | 371       |
| 1987 | 339       |
| 1997 | 350       |
| 2005 | 348       |
| 2023 | 318       |

## Politik

### Gemeinderat
Der Gemeinderat in Schüller besteht aus sechs Ratsmitgliedern, die bei der Kommunalwahl am 9. Juni 2024 in einer Mehrheitswahl gewählt wurden, und dem ehrenamtlichen Ortsbürgermeister als Vorsitzendem.

### Bürgermeister
Guido Heinzen wurde 2009 Ortsbürgermeister von Schüller. Bei der Direktwahl am 26. Mai 2019 wurde er mit einem Stimmenanteil von 88,20 % und am 9. Juni 2024 als einziger Bewerber mit 82,3 % jeweils für weitere fünf Jahre im Amt bestätigt.

### Wappen
| Wappen von Schüller | Blasonierung: „Schild, neunfach von Silber und Blau geteilt, in der Mitte ein silberner Pfahl, darin ein aufgerichtetes, blaues Schwert mit goldenem Griff.“ |
| Wappen von Schüller | Wappenbegründung: Der neunfach von Silber und Blau geteilte Schild erinnert an die landesherrliche Zugehörigkeit der Gemeinde Schüller zum Herzogtum Luxemburg, das einen neunfach geteilten Schild in dieser Tingierung führte. Das Schwert steht als Attribut des Heiligen Paulus für den Kirchen- und Ortspatron, der durch das Schwert hingerichtet wurde. Die Ortsgemeinde Schüller führt das Wappen seit 1987. |

## Persönlichkeiten
- Ernst Veser (1946–1997), Politikwissenschaftler